# Lingüística Mexicana
Lingüística Mexicana. Nueva Época (LM) es una revista científica semestral y de acceso abierto dedicada al campo de la lingüística. Es editada desde el año 2000 por la Asociación Mexicana de Lingüística Aplicada (AMLA) y su coordinadora editorial actual es Niktelol Palacios (El Colegio de México).
La revista fue fundada en el año 2000 por acuerdo de AMLA y se editó en formato impreso hasta el año 2009, cuando pasó a distribuirse exclusivamente en formato digital. Durante este período, los lingüistas Sergio Bogard, Luis Fernando Lara, María Eugenia Vásquez Laslop y Martha Jurado Salinas se desempeñaron como coordinares editoriales de la revista.  En 2019 Lingüística Mexicana cambió de nombre a Lingüística Mexicana. Nueva Época y adoptó la plataforma de gestión editorial Open Journal Systems.
La revista publica artículos, notas y reseñas inéditos sobre diversos aspectos de las lenguas habladas en México y sus situaciones de contacto lingüístico. Ocasionalmente, la revista publica secciones especiales o dossiers en colaboración con editores invitados. Siguiendo una política de acceso abierto, los contenidos de la revista se distribuyen bajo la licencia Creative Commons Atribución-NoComercial 4.0 Internacional.